# Aprónép (filmsorozat)
Az Aprónép (eredeti címén: The Minikins) 12 részes kanadai-német filmsorozat, melyet 1981-ben forgattak. Magyarországon 1989-90-ben sugározta a Magyar Televízió, Németországban a ZDF vetítette le 1982-ben. Rendezője Michael Berry.

## Ismertető
Paul Herman építész turistaparadicsommá készül alakítani egy Bilbo nevű érintetlen trópusi szigetet Smith és Dick Foster nevű társaival. Paul feleségével, Annával, és lányával Trudy-val feltérképezi a szigetet. A szigeten él egy csapatnyi kisméretű ember, az ún. Aprónép, magasságuk kb. egytizede az átlagemberének. Eleinte szeretettel üdvözlik az idetévedt építészt, azonban amikor kiderül, hogy mik az elképzelései, Magnus, a törzs vezetője csapdát állít számára. Paul Hermant az ő nagyságukra zsugorítja egy növény nedvének segítségével. Azt ígérik, hogy újra felnagyítják őt, amennyiben feladja terveit, hogy átalakítsa Bilbo szigetét. Hermanékat kanadai visszaútjukon elkíséri az Aprónépből Albi, Dido és Pinkus is. A repülőút során Anna Herman egy kis üvegből véletlenül beleiszik a varázsnövény nedvébe, ezért ő is összezsugorodik (ezt Magnus vészhelyzet esetére adta az Aprónépnek). Megérkezve Foster és Smith megneszelik ezt a balesetet. A gátlástalan Foster megpróbál anyagi hasznot húzni az Aprónépből, valamint továbbra is fenntartja Bilbo turistaparadicsommá való alakításának terveit. Amikor a Herman-család visszatér a szigetre, Foster velük tart, ám az Aprónép csapdát állít számára.

## Szereposztás
- Cathryn Balk - Anna Herman
- Fiona Brody (Csellár Réka) - Trudy Herman
- Ty Haller (Juhász Jácint) - Paul Herman
- Tom Heaton - Dick Foster
- Ian Tracey (Bolba Tamás)- Albi
- Jan Riddell  - Dido
- Ted Stidder (Botár Endre) - Pincus